# 汪少川
汪少川（1915年—2002年），中国人民解放军将领、中国人民解放军开国少将。
曾任中国人民解放军第31军政委。1955年，授予中国人民解放军少将。